# هورنبک (لوئیزیانا)
هورنبک (به انگلیسی: Hornbeck) شهری در ایالت لوئیزیانا کشور ایالات متحده آمریکا است که جمعیت آن در سرشماری سال ۲۰۱۰ میلادی، ۴۸۰ نفر بوده‌است.

## نگارخانه

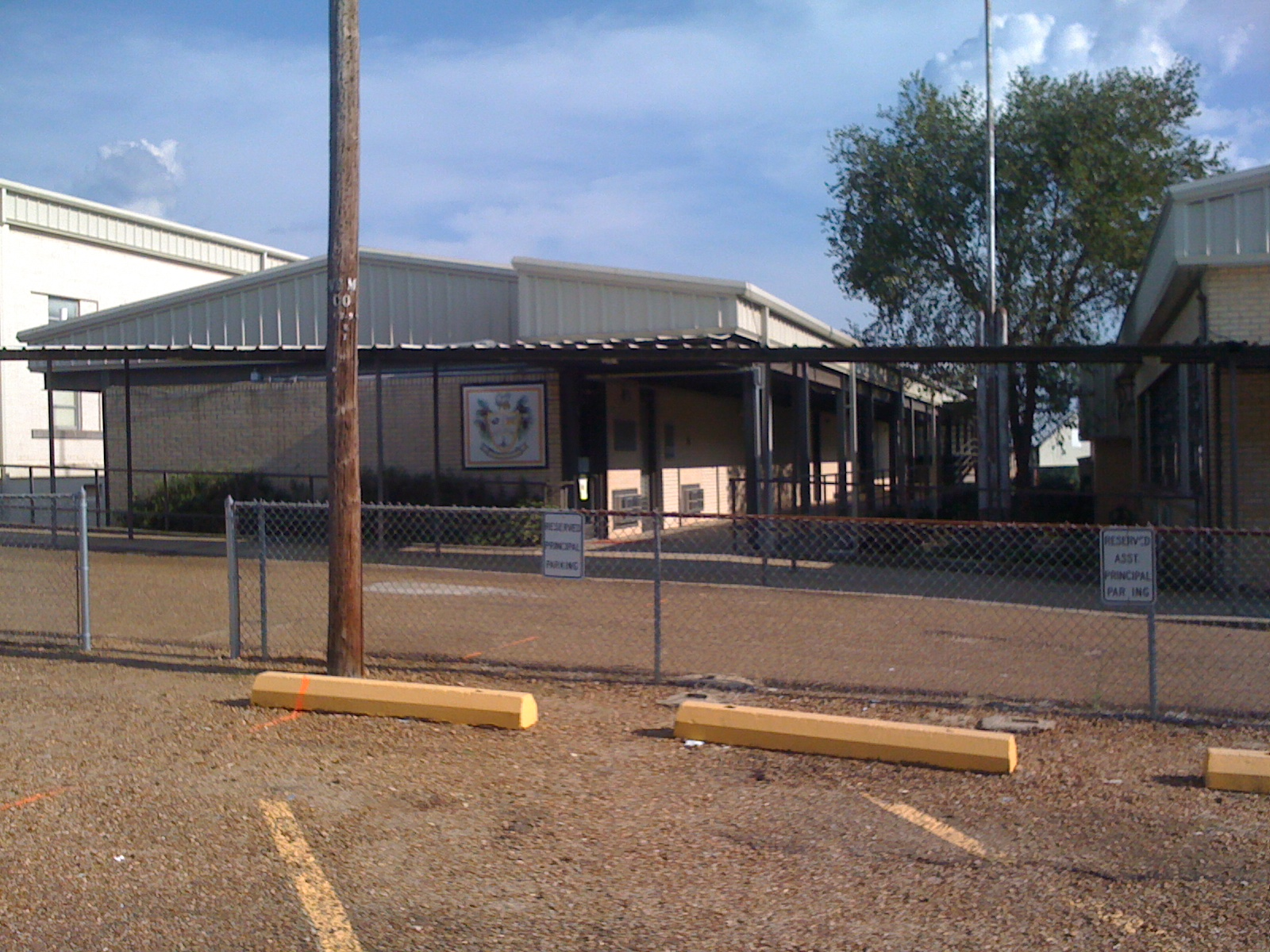
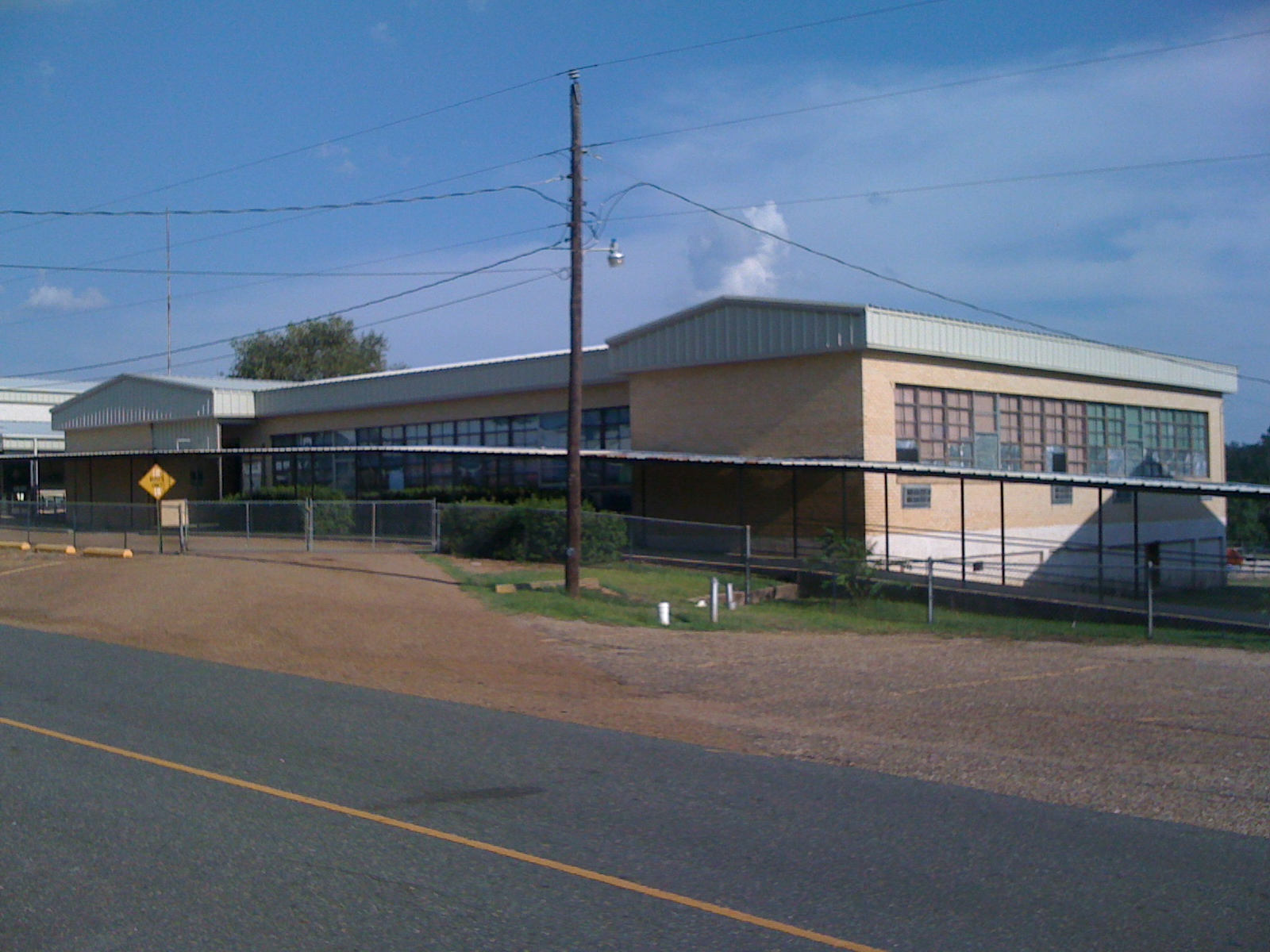